# مبادرة الصحافة الأخلاقية
مبادرة الصحافة الأخلاقية (EJI) تعد حملة عالمية للبرامج والأنشطة التي تدعم وتقوي مستوى الجودة في وسائل الإعلام. وقد تم تبنيها من خلال المؤتمر العالمي للاتحاد الدولي للصحفيين في موسكو في عام 2007، وتم إطلاقها رسميًا بعد ذلك في عام 2008.
وهناك موقع ويب خاص بمبادرة الصحافة الأخلاقية كما أنها قامت كذلك بإصدار تحت عنوان «لإخبارك الحقيقة» (To Tell You the Truth)، وهو بمثابة مقدمة حول الخلفية وبعض العناصر الرئيسية التي يجب النظر فيها أثناء بناء بيئة أخلاقية للصحافة. وقد تم تأسيسها بشكل مشترك مع برنامج الحقوق الأساسية والمواطنة في الاتحاد الأوروبي.

## وصلات خارجية
- Ethical Journalism Initiative website: Keeping the ethical flame alive